# Стура-дель-Монферрато
Стура-дель-Монферрато (итал. Stura del Monferrato, пьем. Stura dël Monfrà), также Стура-Пиккола (итал. Stura Piccola) или Стура-ди-Казале (итал. Stura di Casale), — река в Пьемонте. Это небольшая холмистая река, правый приток По.
Схожие названия в Пьемонте имеет еще несколько рек, такие как: Стура-ди-Ланцо, Стура-ди-Демонте, Стура-ди-Овада от которых эту реку надо отличать.

## Путь

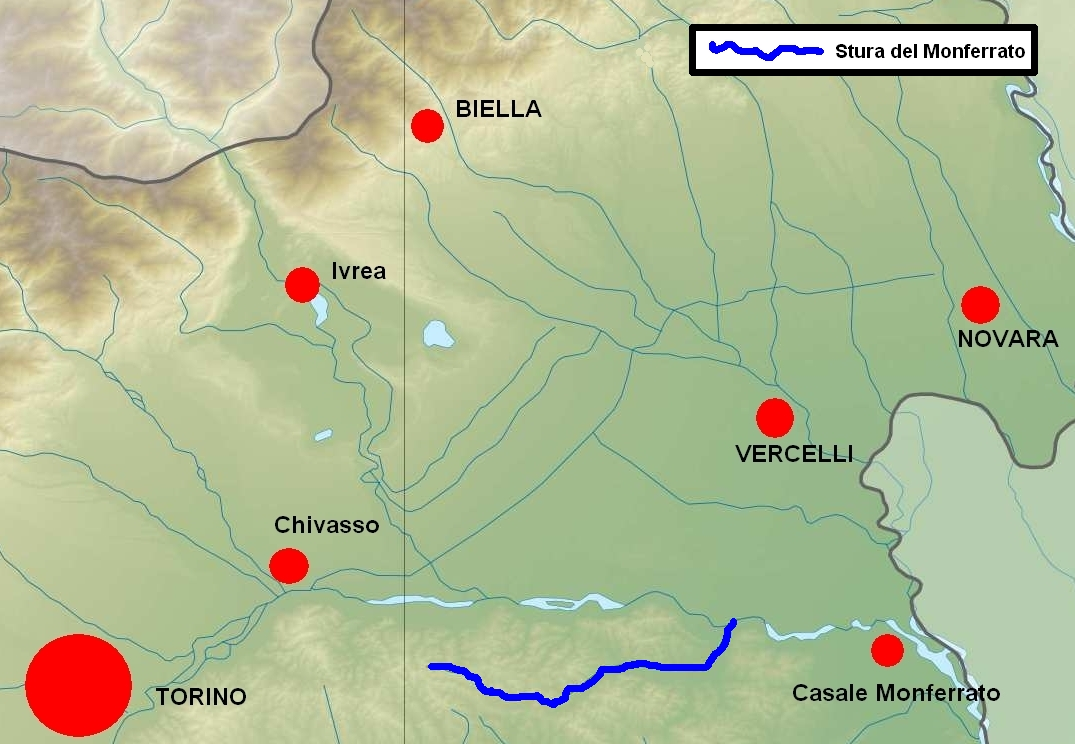
Местоположение реки

Река находится в холмистом регионе на севере Монферрат. Долина вдоль реки называется «Валь Черрина» (итал. Val Cerrina). Согласно геологическим исследованиям, долина образовалась не благодаря воздействию реки Стура. Долину образовала река По, которая текла здесь в период Плейстоцена. Сильные дожди в Западных Альпах изменили русло По на северо-запад, то есть туда, куда она течет сегодня.
Общая протяжённость реки составляет 36,7 км и она протекает в коммунах Муризенго, Черрина-Монферрато, Момбелло-Монферрато и Понтестура, в провинции Алессандрия, где впадает в реку По на высоте 122 м над уровнем моря.

## Описание
Река с небольшим расходом воды (3,2 м³/с в устье), имеет исключительно дождевой режим и поэтому характеризуется сезонными колебаниями площадью бассейна. Бассейн в среднем составляет 190,41 км².